# Język birmański
Język birmański (birm. မြန်မာဘာသာစကား) – język z grupy tybeto-birmańskiej języków chińsko-tybetańskich, używany jako język ojczysty przez około 35 milionów ludzi należących do grupy etnicznej Bamarów oraz przez dalsze 10 milionów jako środek komunikacji ponadetnicznej w Mjanmie, gdzie ma status języka urzędowego. Do jego zapisu stosuje się pismo birmańskie.
Birmański język literacki silnie różni się od języka mówionego (dyglosja), niektórzy językoznawcy uważają je nawet za dwa odmienne języki. Większość oficjalnego słownictwa birmańskiego to zapożyczenia z pali z birmańską wymową. Prawie każdy element gramatyki i wiele często używanych słów mają dwa warianty. Literackiej odmiany birmańskiego uczy się w szkołach i używa w piśmie oraz w sytuacjach oficjalnych, natomiast odmiana mówiona występuje w literaturze nieoficjalnej (np. w komiksach) oraz w codziennej komunikacji.
Birmański język literacki opiera się na dialekcie centralnym.
Jest językiem tonalnym. Wyróżnia się pięć tonów:
- ton wysoki, sylaba krótka
- ton opadający, sylaba długa
- ton niski, równy, sylaba długa
- sylaba krótka zakończona zwarciem krtaniowym
- sylaba słaba (zredukowana)

Pod względem składni należy zasadniczo do typu SOV (podmiot-dopełnienie-orzeczenie), ale zdania mogą mieć też strukturę OSV, czyli czasownik zawsze znajduje się na końcu zdania.